# Sapê (Niterói)
Sapê é um bairro do município de Niterói, no estado do Rio de Janeiro, no Brasil. Localizado na região de Pendotiba.
Sua população está distribuída principalmente ao longo da antiga Estrada do Sapê, atualmente Estrada Washington Luiz, que é a sua principal via de acesso. Esta via se inicia no Largo da Batalha e atravessa todo o Sapê, ligando-o a Caramujo e Santa Bárbara.

## Geografia

### Localização
O Sapê localiza-se entre os bairros de Santa Bárbara, Ititioca, Caramujo, Maria Paula, Matapaca, Badu e uma pequena parte do Largo da Batalha.
Nas proximidades da Estrada Washington Luiz há predominância de edificações de padrão construtivo médio, que associada aos condomínios Ubá V, Lirios do Campo IV, Sítio das Orquídeas e Orquídeas II, passam uma falsa impressão sobre a realidade social do lugar. A maioria de sua população está concentrada em áreas favelizadas, nas localidades de Mato Grosso, Fazendinha, Buraco, Pedra, Cambaxirra, Armazém Novo, Rodo e Favelinha.

## História
De acordo com pesquisas que colheram depoimentos orais de moradores mais antigos, o nome do bairro seria derivado do fato de ter havido no passado, naquela região, muitos espécimes da árvore Imperata brasiliensis, também conhecida como "sapezal". O bairro surgiu a partir de uma de suas localidades, conhecida Fazendinha, mas desenvolveu-se em outra direção.
O lugar passou a atrair um maior contingente populacional principalmente a partir da década de 1970 (10,42%), devido ao crescimento das periferias, fato comum nas grandes cidades do país na época.